# Jacek Borkowicz
Jacek Borkowicz (ur. 25 października 1957 r. w Żyrardowie) – polityk historyk, publicysta, podróżnik. Studiował historię Kościoła na Akademii Teologii Katolickiej w Warszawie, gdzie w 1986 r. uzyskał dyplom magistra.

## Życiorys
Od 1980 zaangażowany w drugoobiegowy ruch wydawniczy, od połowy lat osiemdziesiątych współpracownik prasy katolickiej („Tygodnik Powszechny”, „Przegląd Katolicki”, „Gość Niedzielny”, „Powściągliwość i Praca”). W latach 1985–1990 redaktor podziemnego kwartalnika „Samostanowienie”, w latach 1988–1991 twórca i kierownik drugoobiegowego „Biuletynu Agencji Wschodniej”.
Od 1986 do 1989 pracownik Muzeum Archidiecezji Warszawskiej. W latach 1989–1991 redaktor działu zagranicznego „Gazety Wyborczej”, od 1990 do 1991 korespondent tej gazety w Wilnie. W latach 1990–1991 praca w Ministerstwie Spraw Zagranicznych.
Od 1991 do 1993 pracował w Ośrodku Studiów Wschodnich na stanowiskach kolejno: kierownika działu ekspertów, redaktora naczelnego biuletynu OSW, kierownika działu bałtyckiego.
W 1992 zaangażowany w inicjatywę Jerzego Giedroycia i Czesława Miłosza odzyskania wileńskiej Celi Konrada dla potrzeb kultury (wznowienie przedwojennych „Śród Literackich”).
W latach 1993–1994 współpracownik Ośrodka Studiów Międzynarodowych przy Senacie RP.
W latach 1994–1995 praca w Fundacji "Polsko-Niemieckie Pojednanie".
Od 1995 redaktor miesięcznika „Więź”. Od 1997 członek Polskiej Rady Chrześcijan i Żydów.
W latach 1998–2003 współpracownik Scholi Teatru Wiejskiego „Węgajty” w projekcie International Meetings on Drama and Liturgy.
W latach 2004–2005 twórca i pierwszy kierownik Archiwum Historii Mówionej w Muzeum Powstania Warszawskiego.
Od 2005 do 2007 ponownie ekspert w Ośrodku Studiów Wschodnich.
W latach 2007–2008 – wydawca i autor dziesięciu filmów w programie „Nieznani – zapomniani” kanału Religia TV, poświęconych m.in. sylwetkom ks. Romana Kotlarza, rodziny Ulmów, ks. Grzegorza Peradze, prof. Przemysława Mroczkowskiego, ks. Stefana Miecznikowskiego, Michała Kajki, ks. Josefa Kuchenbeckera.
W latach 2008–2009 – kierownik działów ekologii i nauki w „Dzienniku”
W 2009 – redaktor prowadzący dodatki „Podróże” i „Praca” w „Dzienniku”
W latach 2009–2010 – redaktor prowadzący dodatku „Podróże” do „Dziennika – Gazety Prawnej”
Od 2013 – redaktor prowadzący "Uważam Rze Historia"
Prócz wymienionych wyżej tytułów publikował także na łamach innych pism, między innymi "Nowego Państwa" i miesięcznika "Pomerania".
W latach 2004–2009 aktor amatorskiego Teatru Rodzinnego „eNTeR”.

### Życie prywatne
Jest żonaty, ma czworo dzieci. Wraz z rodziną mieszka w Józefowie pod Warszawą.

### Podróże
Borkowicz jest również zamiłowanym podróżnikiem etnologiem. Szczególnie ciągnie go na Wschód w tereny, gdzie trudno spotkać turystę a nawet zdobycze współczesnej cywilizacji. Wiele obserwacji i doświadczeń zdobytych podczas tych wypraw znalazło odbicie w jego publikacjach.
Kalendarium wypraw:
- 1995 – do ludu Hinalug na Kaukazie – z Wojciechem Góreckim
- 1997 – do ludu Mari (Czeremisi) – z Wojciechem Góreckim
- 2000 – na Kaukaz – z Wojciechem Góreckim i Jackiem Wróblem
- 2004 – do Hinalugów – z Andrzejem Talagą

### Odznaczenia
- 2006 – mały Krzyż Pogoni przyznany przez Ministra Spraw Zagranicznych Republiki Litewskiej za zasługi dla niepodległości tego kraju
- 2006 – Nagroda Rzecznika Praw Obywatelskich im. Pawła Włodkowica (jako redaktor „Więzi”)
- 2008 – nagroda „Ślad Diamentowy” (jako redaktor „Więzi”)

## Książki
- „Powrót do Sowirogu”, Warszawa: Biblioteka „Więzi”, 1997.
- „Pod wspólnym niebem” (red.), Warszawa: Więź, 1998 (tłumaczona na niemiecki i angielski).
- „Świętowanie Pana Boga. Z ojcem Jackiem Salijem OP rozmawiają Alina Petrowa-Wasilewicz i Jacek Borkowicz”, Kraków: Znak, 2001, ISBN 83-240-0043-7.
- „Błogosławione marnowanie. O Mszy świętej z Ojcem Tomaszem Kwietniem OP rozmawiają Jacek Borkowicz i Ireneusz Cieślik”, Kraków: Znak, 2003.
- „Okręt Koszykowa” – redaktor i współautor pracy zbiorowej Ośrodka Studiów Wschodnich, Warszawa: PWN, 2007.
- „Kropla żywicy – opowieści z dziejów Pomorza Gdańskiego”, Gdańsk: Art Zone Events, 2008.

## Publikacje prasowe (wybór)
Autor licznych tekstów (analizy, eseje, artykuły prasowe) poświęconych kulturom etnicznym, głównie obszaru Europy Wschodniej i Środkowej.
- Z ojcem za rękę. Z Robertem Friedrichem, muzykiem rockowym, twórcą zespołu "Arka Noego", rozmawiają Katarzyna Jabłońska i Jacek Borkowicz, "Więź", nr 7/2003.
- Rzeczpospolita Obojga Narodów, „Nowe Państwo” nr 8/2003. nowe-panstwo.pl. [zarchiwizowane z tego adresu (2003-10-20)]. – artykuł poświęcony fenomenowi odradzania się kaszubskiej tożsamości narodowej
- Wschodni, zachodni czy... ukraiński? Projekt zjednoczenia czterech Kościołów Ukrainy, „Tygodnik Powszechny”, 16.05.2004 r.
- Zwarci i rozproszeni. Polacy na Słowacji, Słowacy w Polsce, „Tygodnik Powszechny”, 16.01.2006 r.
- Nigdy się nie poddałem. Z Valdasem Adamkusem rozmawiają w Wilnie Patrycja Bukalska i Jacek Borkowicz, „Tygodnik Powszechny”, 13.09.2006 r. – wywiad z prezydentem Litwy.
- Znowu jesteśmy młodym narodem". O litewskiej tożsamości. Z Egidijusem Aleksandravičiusem, historykiem z Uniwersytetu Kowieńskiego, rozmawia Jacek Borkowicz, „Tygodnik Powszechny”, 13.09.2006 r.